# Іванків (селище)

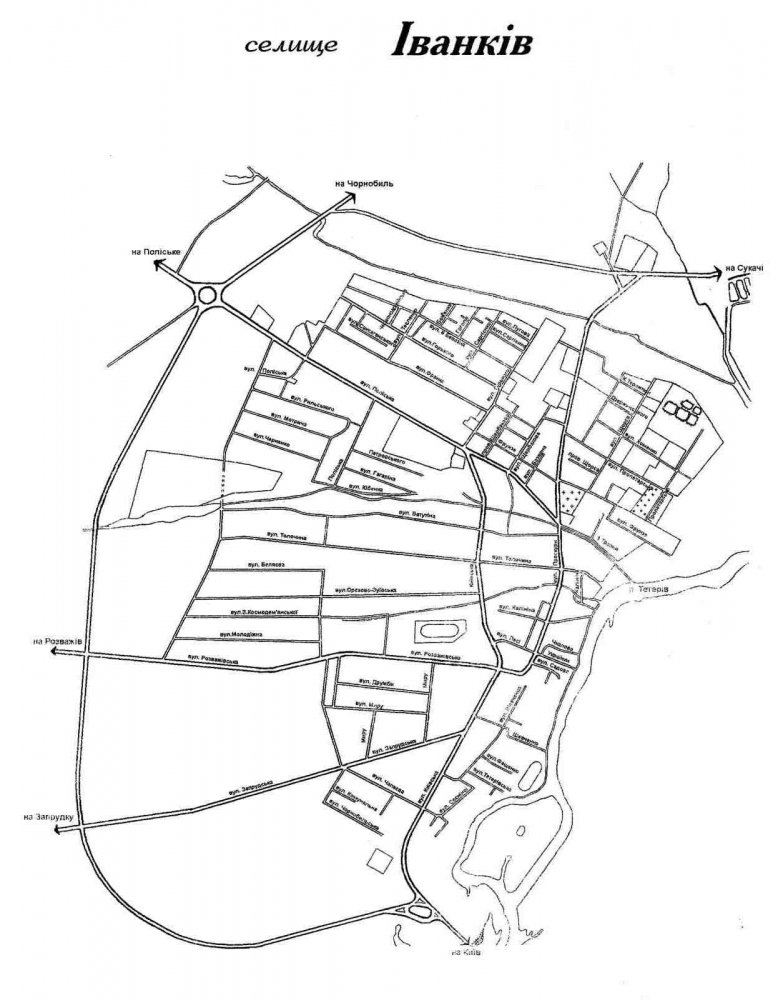
Карта Іванкова

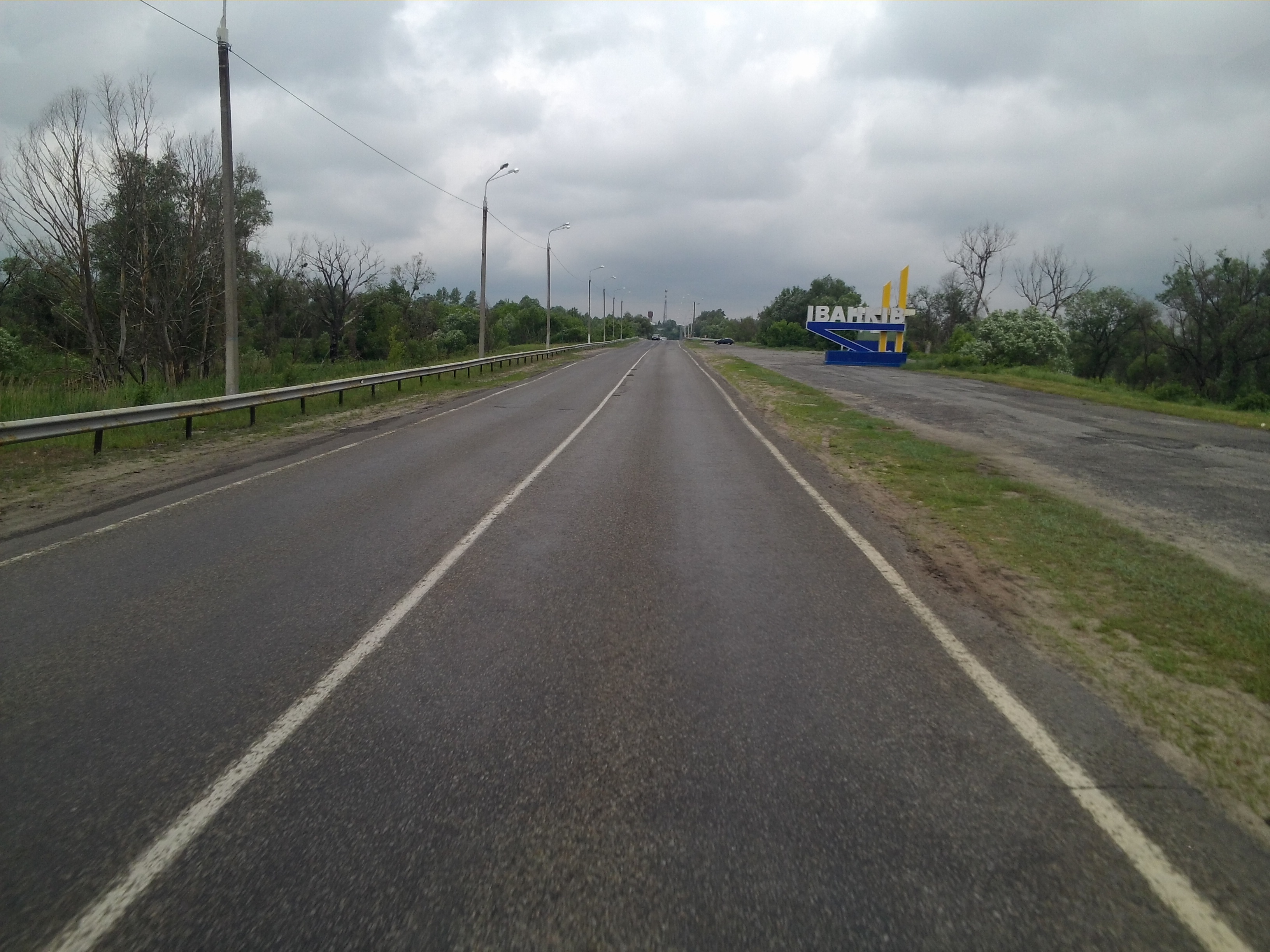
При в'їзді до селища

Іва́нків — селище в Україні, у Вишгородському районі Київської області, колишній районний центр Іванківського району. Розташований на лівому березі річки Тетерів. Відстань до найближчої залізниці, станції Тетерів — 40 км, до м. Києва — 80 км, до м.Чорнобиль — 50 км, до кордону з 30-кілометровою зоною відчуження — 25 км. Відстань до міжнародного аеропорту «Бориспіль» — 130 км.

## Історія
До кінця XVI століття Іванків називався Землею Трудинівською. Трудинове переходило від одного власника до іншого. У 1589 році ці землі почали називати Місцем Івановим — від імені тодішнього власника маєтку Івана Тимофійовича Проскури. Згодом з'явилась назва Іванків.
Жителі Іванкова брали участь у визвольній війні українського народу 1648—1657 років. Багато з них у складі Київського полку захищали північно-західні кордони України від нападів шляхти. Місцеве населення активно підтримувало повстання селян і козаків проти польської шляхти, що у 1664—1665 роках охопило Правобережну Україну. В Іванкові повстанці розграбували шляхетський маєток.
За Андрусівським перемир'ям 1667 року Іванків залишився за Річчю Посполитою.
У 1743 році було збудовано церкву ім'я Пресвятої Богородиці.
Після анексії Правобережної України Росією 1793 року Іванків став волосним містечком Радомисльського повіту. На початку XIX століття в ньому проживало 1300 осіб, серед яких було 10 ремісників. У містечку влаштовували ярмарки, на яких торгували лісом, бондарними виробами, смолою, дьогтем, льоном, худобою, рибою тощо. На початку XX ст. ярмарки відбувалися 6 січня, 25 березня, 29 червня та 8 вересня. Базарним днем була неділя.

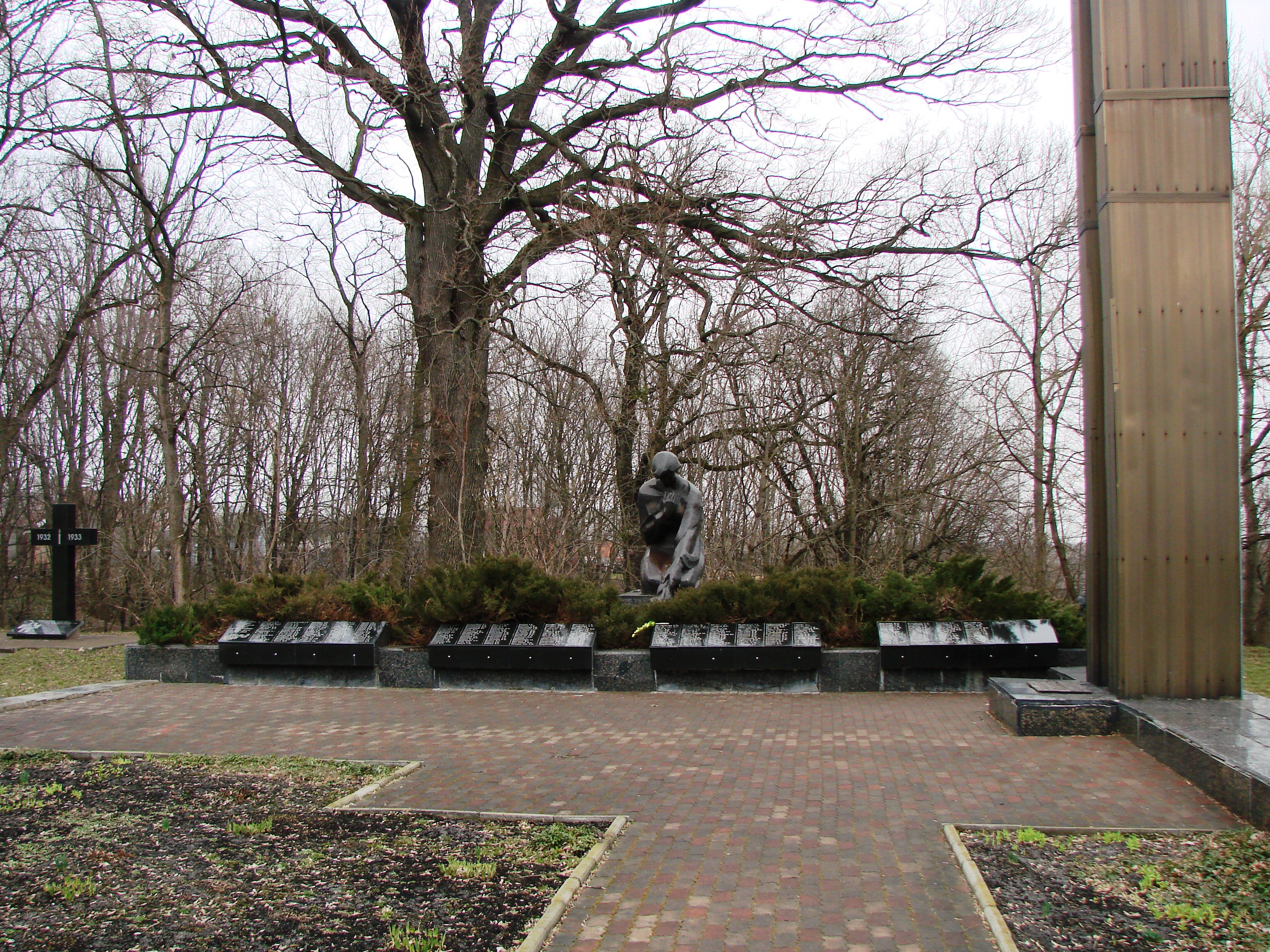
Братська могила воїнів, які загинули в Другій світовій війни, селище Іванків, у парку

У 1887 році за рішенням сходу громадян була створено першу бібліотеку та відкрито сільбудинок, церковнопарафіяльну школу.
Наприкінці 1897 року відкрито телеграф. Першу телеграму з Іванкова до Києва відправлено 14 (26) листопада. Штат поштово-телеграфного відділення складався всього з чотирьох осіб — начальника, наглядача, листоноші й сторожа.
На початку XX століття в містечку Іванків налічувалося 396 дворів, проживало 3138 осіб. Значну частину населення становила сільська біднота. На місцевих підприємствах — шкіряному та цегельному заводах, у 4 кузнях та 5 млинах — працювала невелика кількість робітників.
Також у містечку була православна церква, католицький костел та 2 синагоги. Освіта була представлена однокласною міністерською школою. У Іванкові були лікарня та аптека, лікар, фельдшер та повитуха.
7 (20) листопада 1917 року, відповідно до Третього Універсалу Української Центральної Ради, увійшло до складу Української Народної Республіки.
Під час Другої світової війни 808 днів і ночей Іванків був окупований німецькими військами.
Під час російського вторгнення до України селище було окуповане російськими військами з кінця лютого до 1 квітня 2022 року. З 25 лютого в районі Іванкова точилися бої різної інтенсивності, у ході яких ЗСУ змогли зупинити просування окупаційних підрозділів у бік Києва, а 1 квітня — повністю визволити Іванків.

## Населення

### Мова
Розподіл населення за рідною мовою за даними перепису 2001 року:
| Мова                | Відсоток |
| ------------------- | -------- |
| українська          | 95,84%   |
| російська           | 3,84%    |
| інші/не визначилися | 0,32%    |

## Визначні місця
1. Пам'ятник жертвам аварії на ЧАЕС при в'їзді до селища з боку Києва по трасі «Київ-Овруч».

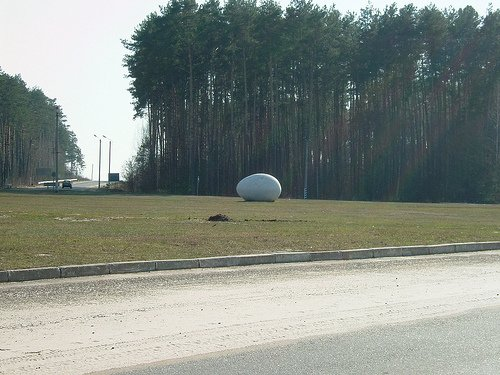
Скульптура у вигляді яйця

2. Яйце на кільцевій дорозі з північного боку до містечка. У 2000 році на клумбі, що на окружній дорозі біля автостанції «Іванків» встановлено незвичайну бетонну скульптуру у вигляді велетенського яйця. Її подарував селищу німецький зодчий Армін Кольбі як символ життя і родючості землі, що має відродитися після важкої «чорнобильської хвороби». Нового змісту скульптура набула після російської окупації громади в лютому-березні 2022 року, коли вціліла, незважаючи на бойові дії, що велися біля скульптури.
3. Музей історико-краєзнавчий. Адреса: селище Іванків, вул. Шевченка, 13.
Заснований у 1980 р. Експозиційні розділи музею: виставка портретів та картин, фауна і флора району, довоєнний період, Друга Світова війна, Чорнобильська катастрофа, Іванків сучасний.
4. Пам'ятник «Дзвін Чорнобиля» відкритий 26 квітня 1989 р.
5. Пам'ятний знак на честь 400-річчя смт Іванків встановлений 21 вересня 1989 р. в центральному парку за рішенням Іванівської селищної ради. Виготовлений із мармуру за проєктом місцевого художника.
6. Пам'ятник Герою Радянського Союзу В. Кібенку в парку смт Іванків встановлений 26 квітня 1987 р. за рішенням Київської обласної ради. Погруддя із бронзи, постамент обкладений мармуровими плитами. Архітектор Ю. Д. Підгородецький, скульптор П. Ф. Кальницький.
7. Музей водогосподарникам-учасникам ліквідації аварії наслідків аварії на Чорнобильській АЕС відкрито 26 квітня 2001 року.
8. В'їзний пам'ятник в селище Іванків
9. Пам'ятник ліквідаторам на Чорнобильській АЕС

## Відомі люди
- Український кінорежисер Фещенко Валентин Андрійович;
- Український дипломат Джиджора Микола Петрович.
- Борзаківський Микола Дмитрович (* 1952) — заслужений природоохоронець України, учасник ліквідації аварії на ЧАЕС.
- Дідковський Віталій Семенович (* 1947) — науковець у галузі акустики, доктор технічних наук, професор, заслужений працівник освіти України, Лауреат Державної премії України в галузі науки і техніки.
- Карповець Ніна Григорівна (* 1951) — українська радіоведуча, заслужений журналіст України.
- Косянчук Олександр Григорович (* 1948) — заслужений працівник транспорту України, ліквідатор аварії на ЧАЕС.
- Кушнеренко Олександр Миколайович (1993—2022) — учасник війни проти росії із 2016 р., нагороджений орденом Мужності ІІІ ступеня за бої за село Мощун Київської області[11], орденом Мужності ІІ ступеня посмертно[12]
- Мурашко Тетяна Миколаївна (* 1967) — українська співачка, заслужена артистка України (1992).
- Польова Валентина Іванівна (1925—2011) — відмінник охорони здоров'я СРСР, заслужений лікар України.
- Рабчевський Петро Іванович (* 1959) — український тракторист, заслужений працівник сільського господарства України.
- Смовж Павло Якович (* 1951) — заслужений журналіст України, член НСЖУ.
- Тишко Олександр Григорович (1932—2001) — науковець-мікробіолог, вірусолог, педагог, доктор медичних наук.
- Томченко Ігор Михайлович (* 1970) — український важкоатлет, майстер спорту України.
- Хабінський Аркадій Семенович (* 1928) — інженер-механік, будівельник, реставратор, лауреат Шевченківської премії.
- Шевченко Надія Дмитрівна (1921—1997) — українська вчителька, заслужений вчитель УРСР, відмінник народної освіти УРСР.
- Щипська Тамара Миколаївна (1945—2001) — працівниця сільського господарства України, трактористка.